# Alfredo 2
Alfredo 2 é um álbum de estúdio colaborativo entre o rapper americano Freddie Gibbs e o produtor de hip hop the Alchemist. Foi lançado em 25 de julho de 2025, pelas gravadoras ESGN Records (de Gibbs), ALC Records e distribuído pela Virgin Music Group.
O álbum serve como sequência de Alfredo (2020), indicado ao Grammy e primeira colaboração em dupla entre os artistas. É o segundo projeto da dupla e o terceiro colaborativo entre os dois, considerando também o álbum Fetti (2018), feito com o rapper Currensy. O álbum apresenta participações especiais de Anderson .Paak, Larry June e JID.

## Antecedentes
Em maio de 2020, the Alchemist e Gibbs lançaram o álbum Alfredo, o primeiro projeto colaborativo entre os dois, após Fetti (2018), feito junto ao rapper Curren$y. Gibbs já havia aparecido anteriormente em outros projetos de Alchemist, como No Idols ("Till the Angels Come") e Welcome to Los Santos. Alfredo foi indicado ao Grammy de Melhor Álbum de Rap na edição de 2021.
Em 24 de junho de 2025, um link para o pré-save do álbum apareceu online, sendo noticiado por diversos veículos, mas logo se tornou inacessível, retornando um erro 404.
Em 15 de julho, outdoors crípticos foram vistos em Los Angeles, com um número de telefone que levava a uma mensagem de voz em japonês, mencionando um chef renomado que não se dobra sob pressão. O site TMZ rastreou o número até uma série de anúncios no Craigslist, que promoviam Gibbs e the Alchemist como "restaurateurs americanos abrindo seu primeiro restaurante em Tóquio".
No mesmo dia, foi anunciado o curta-metragem Alfredo: the Movie, com exibição marcada para o dia seguinte em Los Angeles. O curta foi lançado em 17 de julho, acompanhado do single principal "1995" e do início das pré-vendas físicas do álbum.

## Lista de faixas
Todas as faixas compostas por Fredrick Tipton e Alan Maman, exceto onde indicado.
Todas as faixas produzidas por the Alchemist. 
| Lista de faixas de Alfredo 2 |                                 |                                                  |         |  |
| N.º                          | Título                          | Compositor(es)                                   | Duração |  |
| 1.                           | "1995"                          |                                                  | 4:49    |  |
| 2.                           | "Mar-a-Lago"                    |                                                  | 2:59    |  |
| 3.                           | "Lemon Pepper Steppers"         |                                                  | 2:46    |  |
| 4.                           | "Ensalada" (com Anderson .Paak) | Fredrick Tipton Alan Maman Brandon Paak Anderson | 3:46    |  |
| 5.                           | "Empanadas"                     |                                                  | 3:08    |  |
| 6.                           | "Skinny Suge II"                |                                                  | 3:11    |  |
| 7.                           | "Feeling" (com Larry June)      | Tipton Maman Leonard Eugene Hendricks III        | 3:55    |  |
| 8.                           | "I Still Love H.E.R."           |                                                  | 2:52    |  |
| 9.                           | "Shangri La"                    |                                                  | 3:02    |  |
| 10.                          | "Gas Station Sushi"             |                                                  | 3:29    |  |
| 11.                          | "Lavish Habits"                 |                                                  | 2:57    |  |
| 12.                          | "Gold Feet" (com JID)           | Tipton Maman Destin Choice Route                 | 3:41    |  |
| 13.                          | "Jean Claude"                   |                                                  | 3:04    |  |
| 14.                          | "A Thousand Mountains"          |                                                  | 4:05    |  |
| Duração total:               | Duração total:                  | Duração total:                                   | 47:44   |  |

## Créditos
Créditos adaptados do Apple Music e Tidal.
- Freddie Gibbs – vocais

- The Alchemist – produção

- Anderson .Paak – vocais (em "Ensalada")

- Larry June – vocais (em "Feeling")

- JID – vocais (em "Gold Feet")

- Thurston "Thurst Mgurst" McCrea – gravação

- Eddie Sancho – mixagem

- Todd Cooper – mixagem (em "Feeling")

- Joe LaPorta – masterização